# Römisch-katholische Kirche in Zypern

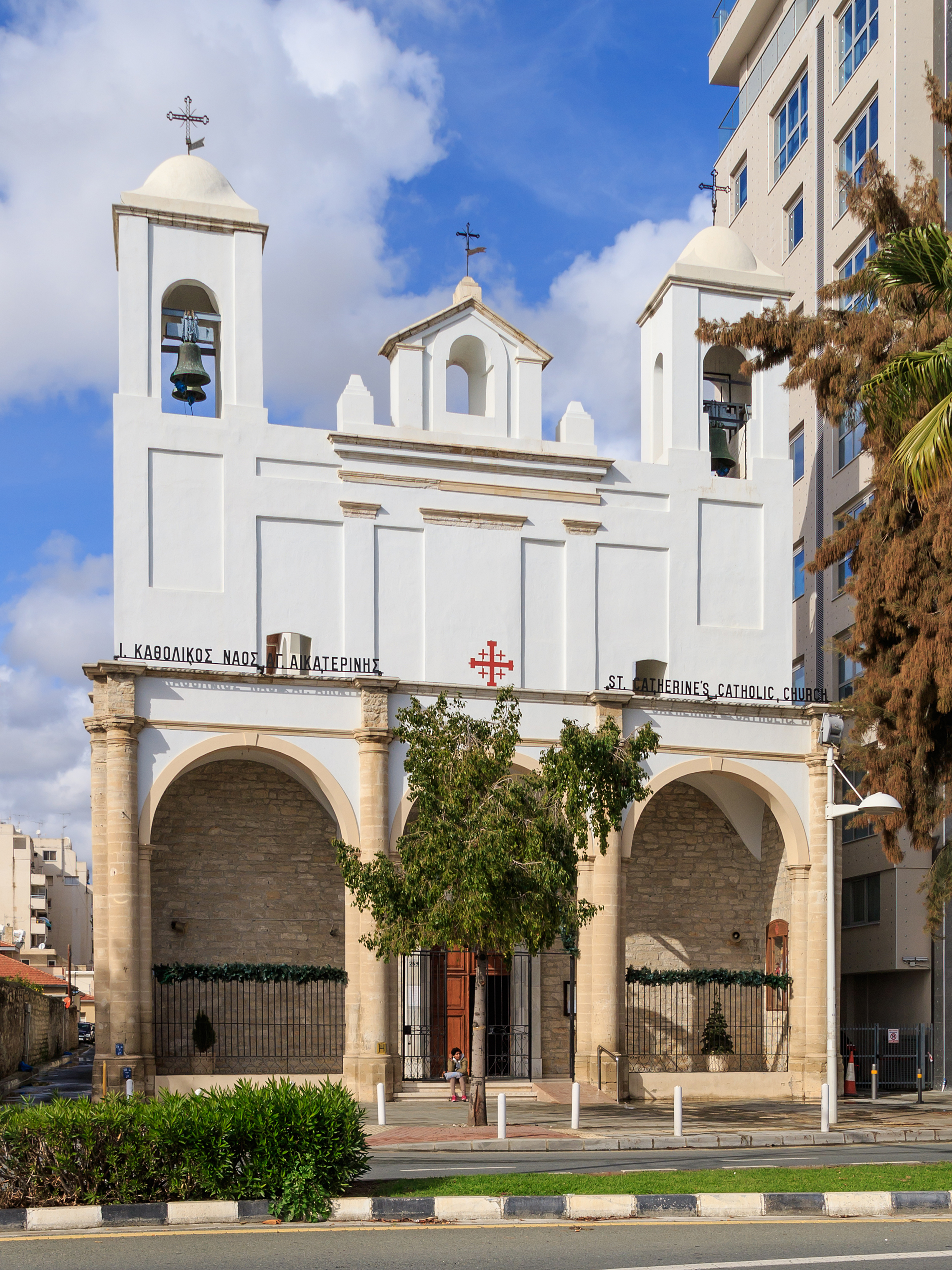
Katholische Kirche St. Katharinen in Limassol

Die römisch-katholische Kirche in Zypern ist Teil der weltweiten katholischen Kirche. Sie gehört zum Lateinischen Patriarchat von Jerusalem.

## Geschichte
Das Christentum in Zypern ist auf das erste Jahrhundert zurückzuführen. Heute gehören circa 77 % der zyprischen Einwohner der orthodoxen Kirche an; die meisten Christen leben seit 1974 in der südlichen Republik Zypern. Katholiken oder Anglikaner stellen eine kleine Minderheit dar.
Franz von Assisi hat vermutlich seine Reise ins Heilige Land über Zypern vorgenommen. Seit Beginn seines Bestehens ist der Orden der Franziskaner auf Zypern ansässig. Im Mittelalter zur Zeit der Kreuzzüge gab es ein römisch-katholisches Bistum Nicosia. 
Die Erzeparchie Zypern ist eine 1357 gegründete griechisch-katholische Eparchie der mit Rom unierten Maronitischen Kirche.
Der Heilige Stuhl unterhält diplomatische Beziehung zu Zypern und ist seit 1973 durch eine Apostolische Nuntiatur vertreten. Apostolischer Nuntius ist seit Februar 2023 Erzbischof Giovanni Pietro Dal Toso.

## Organisation
Die lateinische Kirche hat auf Zypern keine hierarchische Struktur mehr. Die Insel gehört zur Jurisdiktion des lateinischen Patriarchats von Jerusalem und wird derzeit repräsentiert durch den Patriarchalvikar Bruno Varriano, der auf Zypern seinen Sitz hat.
Es gibt vier römisch-katholische Pfarreien in Zypern mit folgenden Kirchengebäuden :
- St.-Marien-Kirche (St. Mary of Graces) in Larnaka
- St.-Katharinen-Kirche (St. Catherine) in Limassol
- Heilig-Kreuz-Kirche (Holy Cross) mit Mauer zu Nord-Nikosia in Nikosia
- Kirche Unserer Lieben Frau Maria von Chrysopolis (Panhagia Chrysopolitissa) in Kato-Paphos

sowie
- Kapelle des Terra Sancta Colleges in Nikosia
- St.-Nikolaus-Kirche in Polis Chrysochous

## Nuntien
- Pio Laghi (1973–1974) (dann Nuntius in Argentinien)
- William Aquin Carew (1974–1983)
- Carlo Curis (1984–1990)
- Andrea Cordero Lanza di Montezemolo (1990–1998) (dann Nuntius in Italien)
- Pietro Sambi (1998–2005) (dann Nuntius in den USA)
- Antonio Franco (2006–2012)
- Giuseppe Lazzarotto (2012–2017)
- Leopoldo Girelli (2017–2021)
- Adolfo Tito Yllana (2021–2023)
- Giovanni Pietro Dal Toso (seit 2023)